# Jean-Emmanuel Nédra
Jean-Emmanuel Nédra (Le Lamentin, 11 marzo 1993) è un calciatore francese, centrocampista dell'Aiglon du Lamentin e della Nazionale martinicana.

## Carriera

### Club
Comincia a giocare al Marinoise. Nel 2012 passa al Club Colonial. Nel 2014 si trasferisce al Golden Lion. Nel 2016 viene acquistato dall'Aiglon du Lamentin.

### Nazionale
Ha debuttato in Nazionale il 3 marzo 2012, nell'amichevole Guadalupa-Martinica (1-2). Nel 2017 viene inserito nella lista dei convocati per la Gold Cup 2017.

## Controversie
Domenica primo gennaio 2023 è stato arrestato a Parigi, all'aeroporto internazionale Charles de Gaulle, con 100 chili di cocaina.